# درازنو

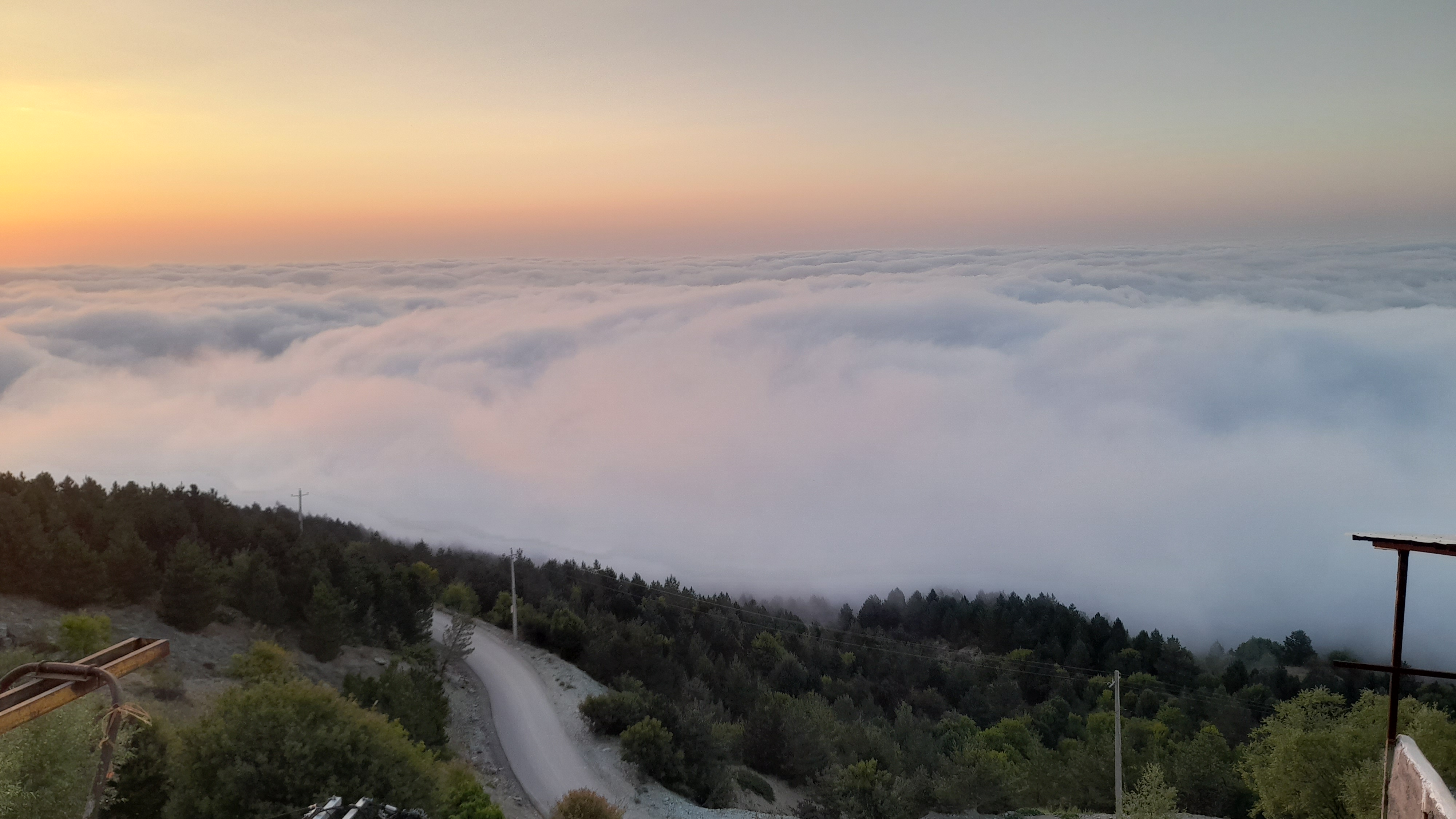
فزار درازنو

روستای درازنو از روستاهای استان گلستان ایران است..
دهکده درازنو در جنوب شهرستان کردکوی واقع شده‌است که در گذر سده‌ها مورد استفاده خانواده‌های زیادی از ساکنان روستاهای همجوار شهرستان بوده‌است.
امروزه با ساخت جاده، این روستا گردشگرانی را از شهرستان‌های استان گلستان و دیگر مناطق ایران به خود جلب می‌کند.
دو مرکز تفرجی درازنو و جهان‌نما که از نظر تردد و دسترسی در یک مسیر واقع گردیده‌اند از جنگل‌های پهن‌برگ و سوزنی‌برگ برخوردارند.
وجود و مشاهده برخی جانوران وحشی و وجود میل رادکان، از دیدنی‌های پیرامون آنست.